# Bój pod Biłką Szlachecką

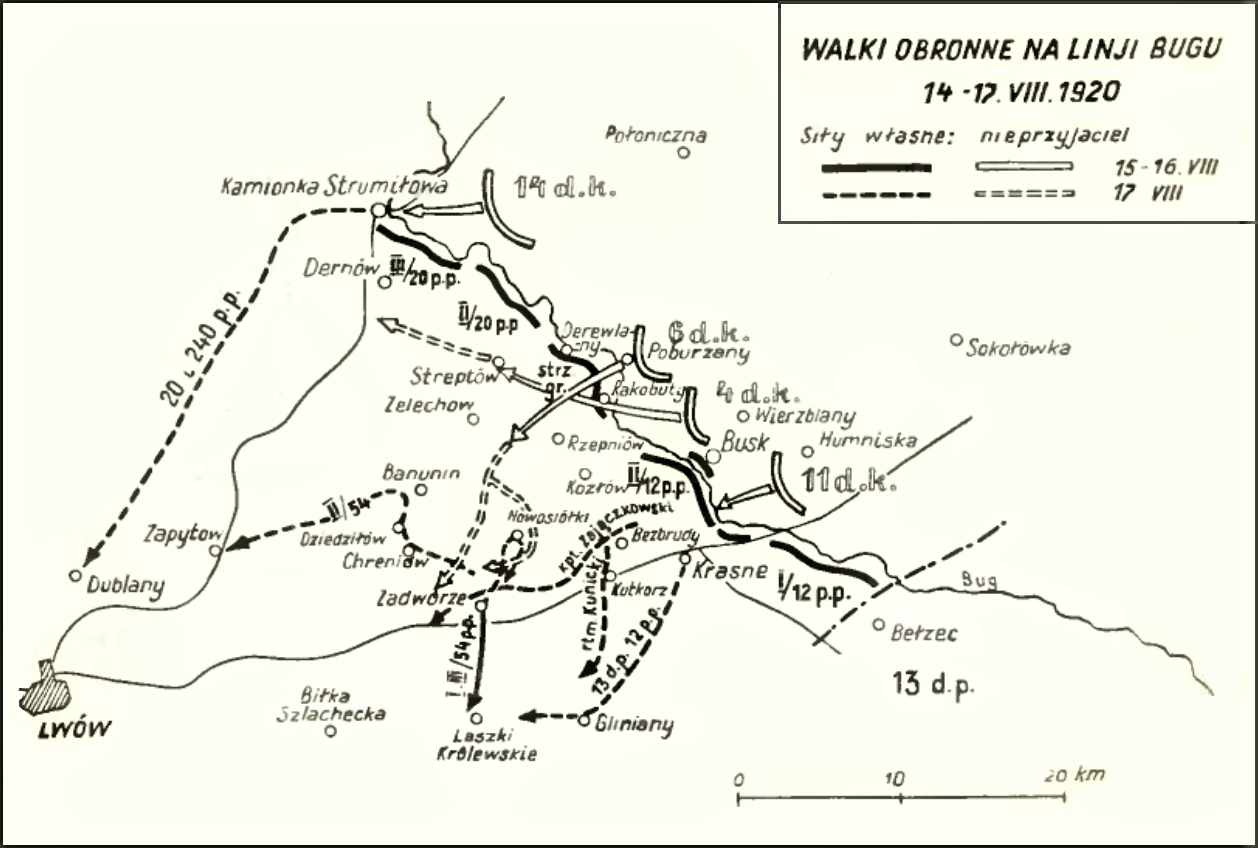
Otton Laskowski (red.)
Encyklopedja wojskowa, T. 4

Bój pod Biłką Szlachecką – walki polskiego 44 pułku piechoty ppłk. Antoniego Szyllinga z oddziałami sowieckiej 6 Dywizji Kawalerii Iosifa Apanasienki toczone w okresie ofensywy Frontu Południowo-Zachodniego w czasie wojny polsko-bolszewickiej.

## Geneza
W końcu lipca Naczelne Dowództwo Wojska Polskiego planowało uderzenie na prawe skrzydło nacierających wojsk Michaiła Tuchaczewskiego. Do przeprowadzenia operacji zamierzano użyć także jednostek ściągniętych z Frontu Południowo-Wschodniego generała Edwarda Rydza-Śmigłego. Warunkiem sukcesu było wcześniejsze pobicie 1 Armii Konnej Siemiona Budionnego w obszarze Brodów i Beresteczka.
Po pięciu dniach bitwy, szala zwycięstwa zaczęła przechylać się na stronę polską. Jednak sytuacja na Froncie Północnym, a szczególnie upadek Brześcia, zmusiła Naczelne Dowództwo Wojska Polskiego do przerwania bitwy.
W tym czasie dowódca sowieckiego Frontu Południowo-Zachodniego Aleksander Jegorow nakazał 1 Armii Konnej Budionnego zdobyć Lwów. Jej dywizje wdarły się w słabo obsadzoną lukę między polskimi 2 i 6 Armią, a 7 sierpnia pod Szczurowicami sforsowały Styr. 6 i 14 Dywizja Kawalerii z 45 Dywizją Strzelców miały działać zaczepnie w kierunku na Radziechów–Chołojów–Dobrotwór–Kamionkę Strumiłową, zaś 4 i 11 Dywizja Kawalerii na Busk. Północne skrzydło 1 Armii Konnej osłaniała walcząca pod Łuckiem 24 Dywizja Strzelców, a południowe 45 Dywizja Strzelców.
Działania opóźniające na tym kierunku prowadziła Grupa Operacyjna Jazdy generała Jana Sawickiego, a 3 Armia gen. Zygmunta Zielińskiego pozostawała jeszcze nad Styrem do 5 sierpnia; następnie rozpoczęła odwrót. Po nieudanych próbach zatrzymania 1 Armii Konnej na wschód od Bugu, dowódca Frontu Południowego, gen. Wacław Iwaszkiewicz, wydał 14 sierpnia rozkaz zajęcia nowej linii obrony, przebiegającej wzdłuż górnego biegu Bugu i Strypy.
O świcie 15 sierpnia 11 Dywizja Kawalerii Fiodora Morozowa uderzyła na Busk i Krasne. Dwudniowe walki w tym rejone zakończyły się dla Polaków niepomyślnie, a dowódca 6 Dywizji Piechoty gen. Mieczysław Linde wydał swoim oddziałom rozkaz odwrotu przez Laszki Królewskie na Lwów. Cofnęła się też grupa rtm. Romana Abrahama. Odwrót osłaniał 44 pułk piechoty Strzelców Kresowych, który do wieczora odpierał pod Krasnem ataki 11 Dywizji Kawalerii, a dopiero na rozkaz dowódcy 13 Dywizji Piechoty gen. Stanisława Hallera około 22.00 rozpoczął odwrót w kierunku na Biłkę Szlachecką.

## Walki pod Biłką Szlachecką

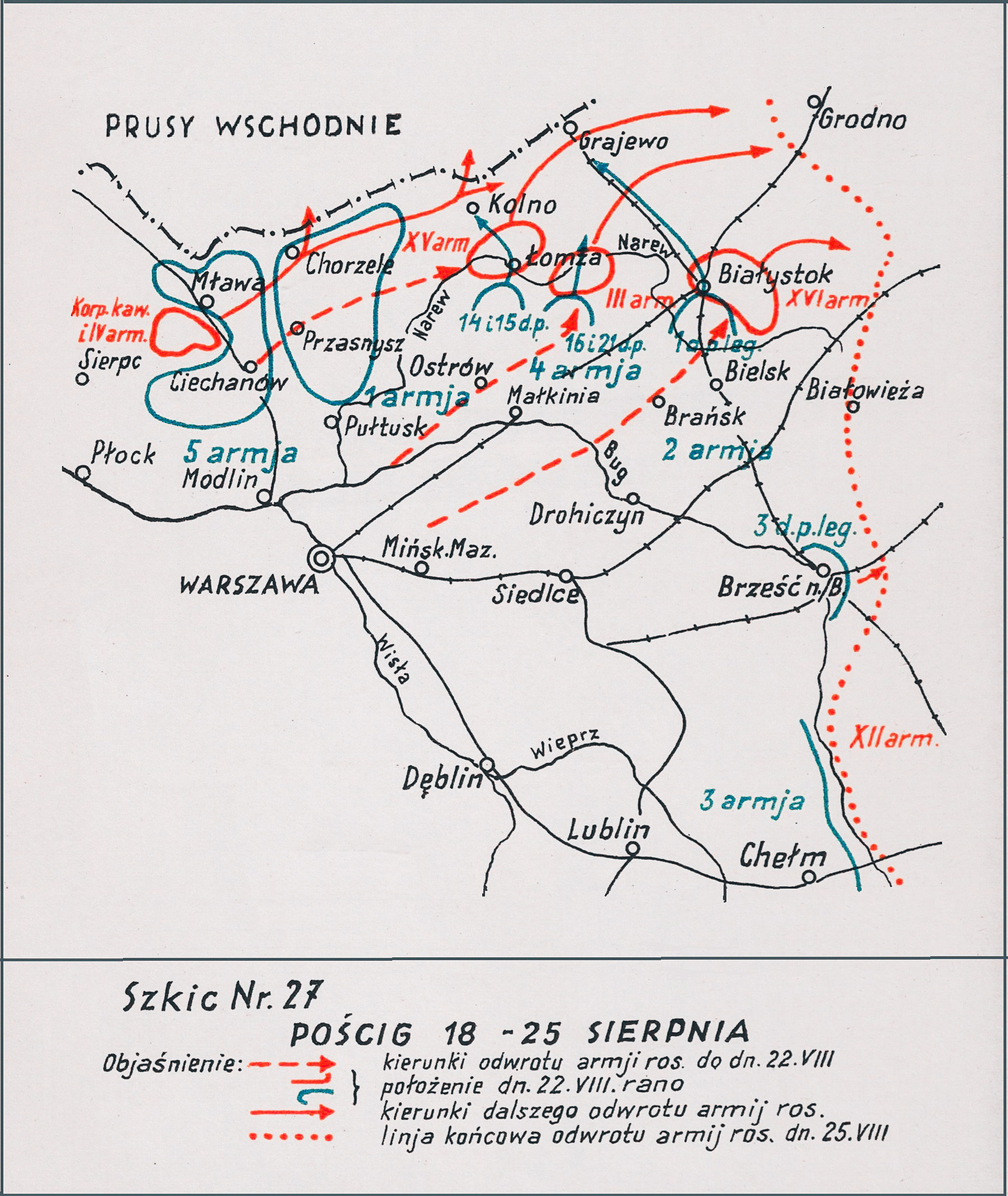
Adam Przybylski
Wojna Polska 1918–1921

18 sierpnia przed południem 44 pułk piechoty Strzelców Kresowych ppłk. Antoniego Szyllinga otrzymał rozkaz zajęcia stanowisk na wschód od Lwowa, powstrzymania naporu kawalerii sowieckiej i ułatwienia odwrotu opóźnionej XXVI Brygady Piechoty. W tym czasie do dyspozycji miał około 1200 „bagnetów” i 8 dział. Dowódca pułku zdecydował przyjąć ugrupowanie bojowe w trzy rzuty: III batalion zajął stanowiska na dominujących wzgórzach na wschód od Biłki Szlacheckiej, z oparciem prawego skrzydła o lasek, II batalion bezpośrednio na wschodnim skraju wsi, a I batalion na zachodnim jej skraju. Wsparcie ogniowe zapewnić miały 5 i 6 baterie 13 pułku artylerii polowej rozmieszczone na zachód od Biłki, pod ogólnym dowództwem dowódcy II dywizjonu kpt. De-Latoura.
Około 18.00 pod polskie stanowiska nadciągnęły kolumny 6 Dywizji Kawalerii. Oceniano, że liczyły w sumie około 3000 „szabel” i 8 dział. Artyleria sowiecka ostrzelała kilkoma salwami pozycje III batalionu, po czym do szarży ruszyły zwarte ławy kozackie, uszykowane w trzech-czterech rzutach na froncie szerokości ponad jednego kilometra. Pomimo dużych strat sowieckiego pierwszego rzutu od ognia polskiej broni maszynowej, kawaleria sowiecka przełamała obronę III batalionu i nie zatrzymując się uderzyła na II batalion. Dwadzieścia karabinów maszynowych rozmieszczonych między zabudowaniami zahamowało jednak gwałtowną szarżę, a przeciwnik poniósł dotkliwe straty. Sowieccy kawalerzyści spróbowali uderzyć na prawe skrzydło polskiej obrony i obeszli pozycje II batalionu od południa. Wtedy walkę z szarżującymi szwadronami przejęły obie baterie artylerii, które ogniem na wprost zatrzymały atak. Wykorzystując zamieszanie w szeregach przeciwnika, ppłk Szylling wyprowadził kontratak I batalionem. Atakujący batalion porwał za sobą kompanie II batalionu, a ukryci w zaroślach żołnierze III batalionu ostrzeliwali tyły sowieckiej kawalerii. Zdecydowana akcja piechoty zmusiła przeciwnika do odwrotu na pozycje wyjściowe.

## Bilans walk
Sukces 44 pułku piechoty Strzelców Kresowych pod Biłką Szlachecką opóźnił o jeden dzień marsz sowieckiej 6 Dywizji Kawalerii na Lwów i ułatwił odwrót polskiej XXVI Brygadzie Piechoty. Straty polskie to 4 poległych, w tym por. Stanisław Fabowski, i 46 rannych, w tym ppor. Zawilski. Straty sowieckie to około 200 poległych i rannych żołnierzy.